# Rue Chuangye (métro de Nanning)
Rue Chuangye (chinois : 创业路站 / pinyin : Chuàngyè lù zhàn / zhuang : Camh Roen Cangyez) est une station de la ligne 3 du métro de Nanning. Elle est située à l'intersection de la rue Zhenxing et de la rue Chuangye, dans le district de Xixiangtang de la ville de Nanning, en Chine.
Ouverte le 6 juin 2019, elle comprend quatre entrées et une seule plateforme.

## Situation sur le réseau

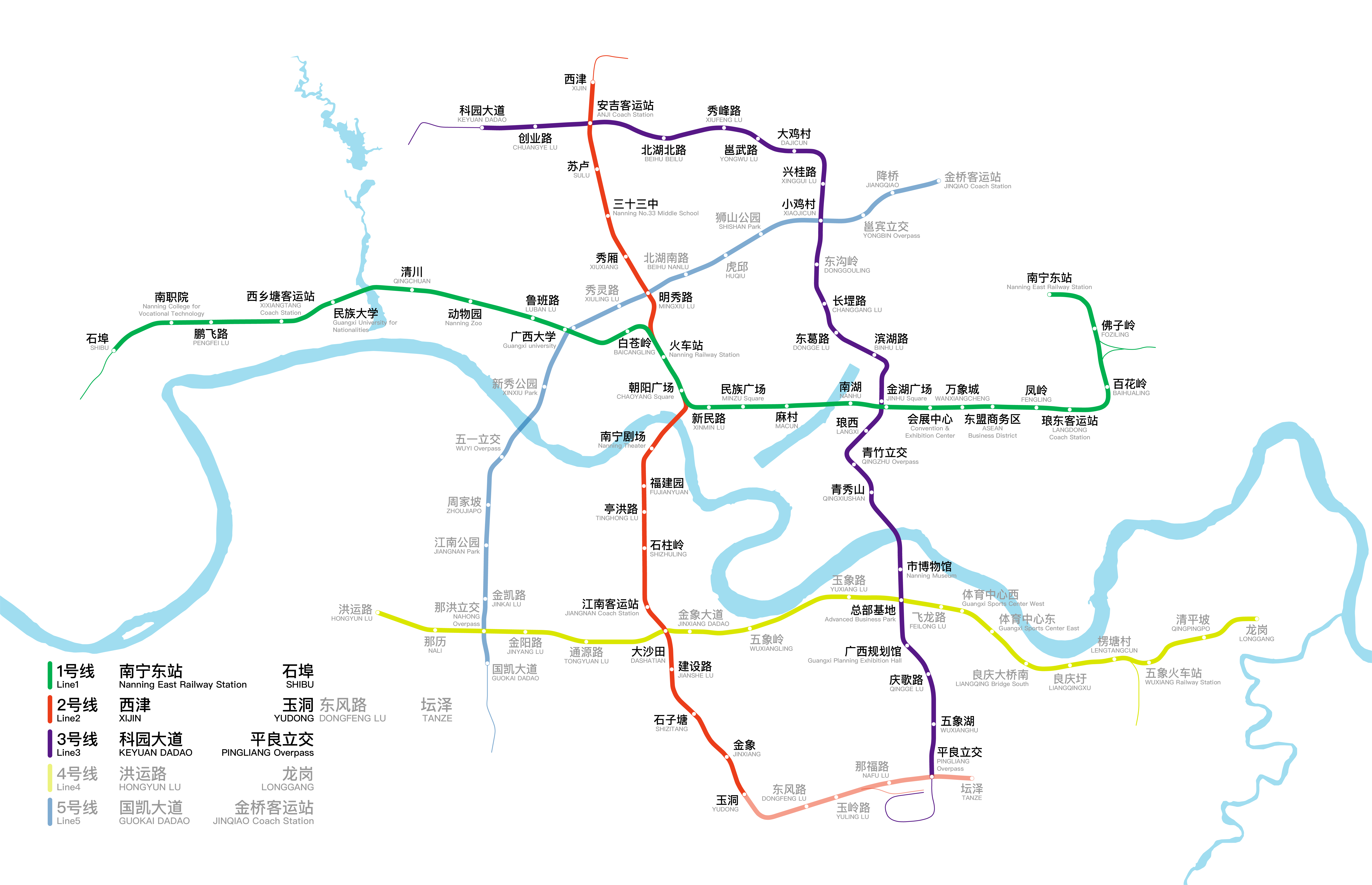
Plan du métro.

Établie en souterrain, Rue Chuangye est située sur la ligne 3 du métro de Nanning, entre la station Boulevard Keyuan (zh), terminus nord de la ligne, et la station Gare routière d'Anji (zh), en direction du terminus sud Échangeur Pingliang (zh).

## Histoire
La construction de la ligne débute en 2015. Le 6 juin 2019, la ligne ouvre officiellement avec 22 stations, dont Rue Chuangye.

## Services aux voyageurs

### Accès et accueil
Rue Chuangye est une station souterraine à deux étages située au coin des rues Zhenxing et Chuangye, mais orientée est-ouest, comme la rue Zhenxing. Elle comporte seulement une plateforme centrale supportée par des colonnes et qui mesure 210 mètres de long pour 19,7 mètres de large. L'aire totale est de 2 805 mètres carrés. De ses quatre entrées, l'entrée B comporte un ascenseur pour personnes handicapées,.
La station, tout comme les autres de la ligne, présente des motifs aux allures des dix pays d'Asie du Sud-Est, membres de l'ASEAN, avec des colonnes décorées de brocades et de petits bâtiments aux toits en pente. La couleur violet est choisie pour la ligne pour faire référence au charme de l'Asie du Sud-Est. Le plancher est recouvert de céramique légère et les murs sont en plaques d'acier émaillé.
Station souterraine, elle dispose de trois niveaux :
| Niveau 0   | Entrées et sorties                                       | Entrées et sorties                                         |
| Sous-sol 1 | Salle d'accueil                                          | Service à la clientèle, boutiques et guichet libre-service |
| Sous-sol 2 |                                                          | Ligne 3 Voie 1 : En direction de Boulevard Keyuan (zh)     |
| Sous-sol 2 | Quai central                                             |                                                            |
| Sous-sol 2 | Ligne 3 Voie 2 : En direction d'Échangeur Pingliang (zh) |                                                            |

### Desserte
Les premiers et derniers trains à destination de Boulevard Keyuan sont à 7h09 et 23h48, tandis que ceux à direction d'Échangeur Pingliang sont à 6h32 et 23h02. Le coût d'un billet est de 6 yuans (元).

### Intermodalité
La station est desservie par les lignes D12, 100 et 707 du réseau d'autobus de Nanning.

## À proximité
| Numéro                                         | Destinations proches |
| ---------------------------------------------- | --- |
| Sortie A                                       | Rue Hongxin (弘信路), rue Chuangye (创业路), rue Fengda (丰达路), Rongkai Star City International Hotel (荣凯星城国际), place Xingye (兴业广场), village Datang (大唐村), Jianning Mansion (建宁公馆), Shentang Premium Shopping Mall (盛唐臻品) |
| Sortie B                                       | Rue Hongxin, 2e rue Gaoxin est (高新东二路), rue Fengda, Cité Datang Judelong (大唐聚德隆城), quartier Yunchuang Zhigu (云创智谷) |
| Sortie C                                       | Rue Hongxin, 2e rue Gaoxin est |
| Sortie D                                       | Rue Hongxin, rue Chuangye, Vallée Wall Street Anji (安吉华尔街工谷), Citée Anji Shanyu (安吉山语城), village Datang |
| Légende： Ascenseur pour personnes handicapées | |